# Oleg Nikolajewitsch Jermakow

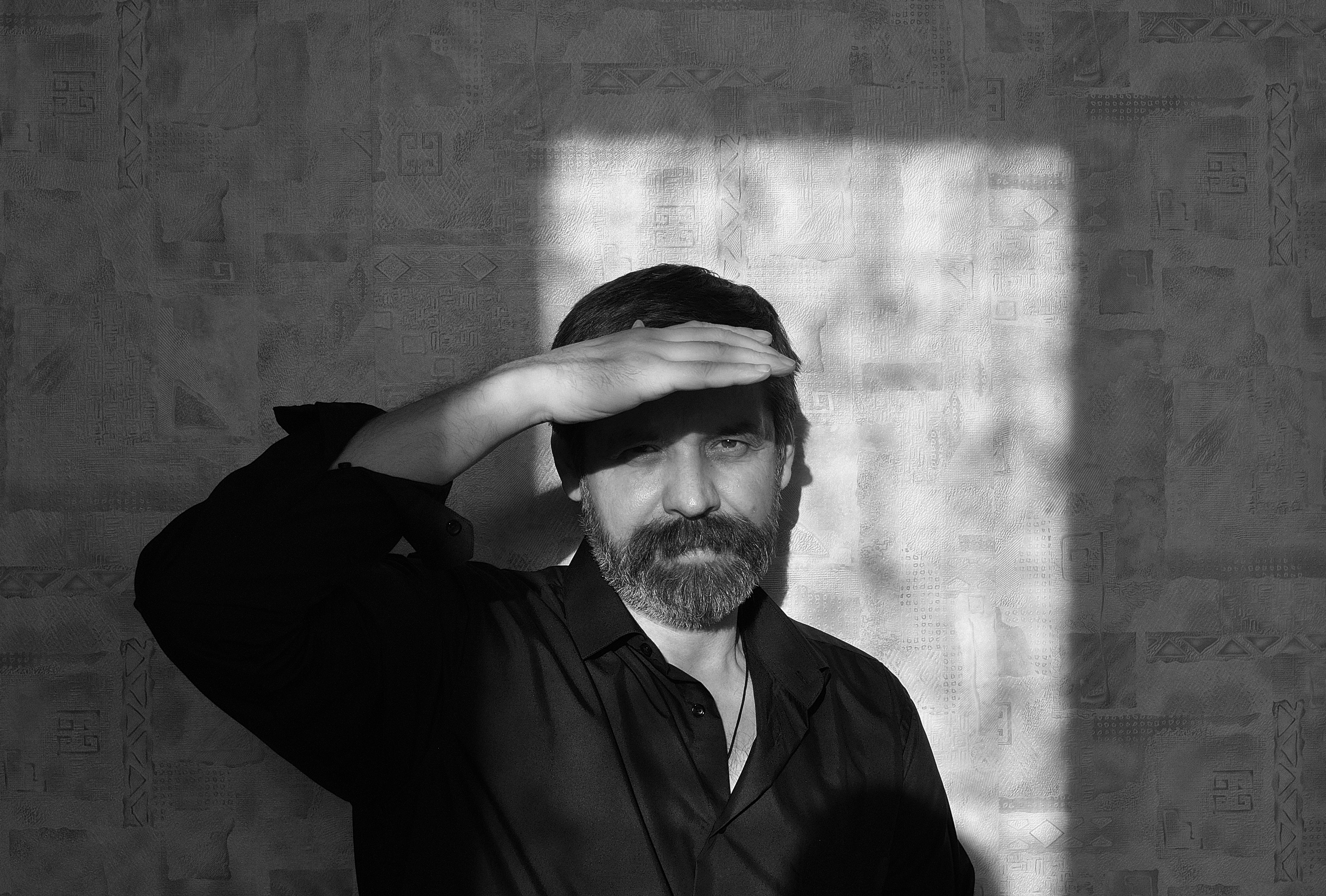
Oleg Jermakow anno 2013

Oleg Nikolajewitsch Jermakow (russisch Олег Николаевич Ермаков; * 20. Februar 1961 in Smolensk) ist ein russischer Schriftsteller.

## Leben
Nach dem Besuch der Mittelschule in seinem Geburtsort war Jermakow 1978–1979 als Forstaufseher am Baikal und am Telezker See tätig. 1979–1981 schrieb er dort für die Provinzzeitung Красное Знамя (Rote Fahne). 1981–1983 diente Jermakow als Soldat bei der Artillerie der Sowjetarmee im Afghanistan-Krieg. 1983 in die Heimatstadt zurückgekehrt, schrieb er bis 1985 für Zeitungen. 1985–1989 zählte er zu den Bewachern und Mitarbeitern des Hydrometeorologischen Zentrums Smolensk.
1989 wurde Jermakow Mitglied des Schriftstellerverbandes der RSFSR. Seit 1992 ist er Mitglied des Russischen Schriftstellerverbandes und seit 1995 Mitglied des russischen P.E.N. Seit 2011 gehört Jermakow der Jury des O.-Henry-Preises an.

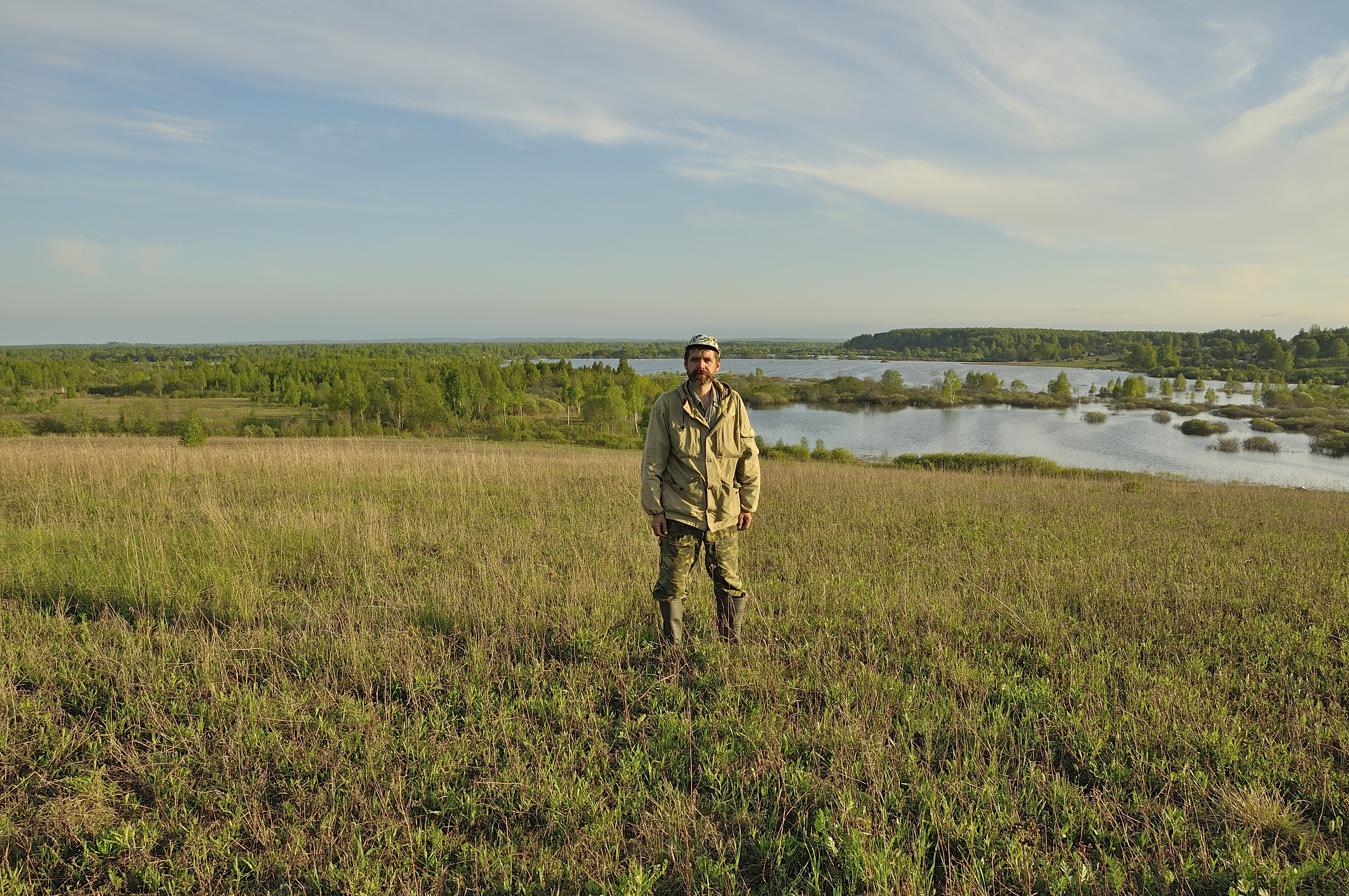
Der Forstaufseher Oleg Jermakow

## Deutschsprachige Übersetzungen
- Oleg Jermakow: Frühlingsausflug in: Sowjetliteratur 1990, S. 52–61
- Oleg Jermakow: Winter in Afghanistan. Erzählungen. (Die Feuertaufe. Truppenübung. Winter in Afghanistan. Glückliche Heimkehr. Gelage am violetten Fluß. Ein schneeverwehtes Haus. Der gelbe Berg). Aus dem Russischen von Ganna-Maria Braungardt und Renate Landa. Volk und Welt (Spektrum, Erstausgabe), Berlin 1991, 197 Seiten, ISBN 3-353-00834-9.